# Distretto di Ivanava
Il distretto di Ivanava (in bielorusso Іванаўскі раён?) è un distretto (rajon) della Bielorussia appartenente alla regione di Brėst. Il capoluogo è Ivanava con 43 586 abitanti al censimento del 2009